# Kimberly Bergalis
Kimberly Bergalis (Tamaqua, Pensilvania; 9 de enero de 1968 – Fort Pierce, Florida; 8 de diciembre de 1991) fue una mujer estadounidense que declaró haber sido infectada con el VIH (el virus del sida) por el doctor David Acer, un dentista homosexual enfermo de sida.
Tres años después de su muerte apareció un video en que Bergalis reconocía haber tenido relaciones sexuales con dos hombres a lo largo de su vida.

## Historia
Kimberly Bergalis, originaria de Pensilvania (Estados Unidos), ingresó a la Universidad de Florida para realizar sus estudios superiores hasta su fallecimiento. En sus declaraciones en reportes realizados por oficiales de salud de Florida, declaró que ella era virgen y que nunca se había inyectado drogas ni había recibido ninguna transfusión de sangre.
Bergalis declaró insistentemente que la única ocasión en pudo haber estado expuesta al VIH (virus del sida) fue por medio de su dentista, que era VIH positivo, con ocasión de una extracción dental ocurrida en diciembre de 1987. A su dentista, el doctor David Acer, le había sido diagnosticado el sida tres meses antes de la intervención, y este falleció en septiembre de 1990. El tiempo entre la intervención dental y el desarrollo del sida, en tan sólo 24 meses, fue realmente corto. En este sentido solo un 1% de los homosexuales y bisexuales infectados y un 5% de los infectados por medio de transfusión sanguínea desarrollan la enfermedad antes de los dos años siguientes a la infección.
Los CDC (Centers for Disease Control and Prevention: centros para el control y prevención de enfermedades) concluyeron que Bergalis, al igual que otros 5 pacientes no identificados, contrajeron la misma cepa del virus que poseía el doctor Acer. Las pruebas de ADN realizadas por el CDC mostraron que había una alta correlación entre la cepa que tenía Bergalis y los otros cinco pacientes y la originaria del doctor Acer. En una última revisión sobre las pruebas realizada por el CDC se reforzó el vínculo de su infección con la de Acer.

## Acusaciones contra Bergalis
Durante los últimos meses de su vida, Bergalis fue citada como ejemplo por varios políticos conservadores y periodistas como ejemplo de «víctima inocente» de la infección por VIH, de la cual fue responsable el CDC y la industria farmacéutica al ser, estos últimos, extremadamente cuidadosos con los activistas antisida y la comunidad homosexual, debido a las críticas que pudiesen derivarse de la afirmación de que el doctor Acer era «un homosexual declarado». En un obituario de la revista National Review se escribió que la señorita Bergalis «llegó a sentir que ella era especial [...] para llevar un rayo de la verdad, sin embargo desesperada, en un debate caracterizado por la confusión, la negación, el engreimiento y una autoindulgencia suicida [...] “sin historia sexual” es como se describe, ya harta, esta casta mujer de 23 años, así se presentó Bergalis ante los escépticos entrevistadores: “Yo quería esperar al matrimonio”. El matrimonio y sus alegrías nunca llegarán para Bergalis, pero en su integridad y valor, ella afirmó que otras cosas también son igualmente preciosas».
Bergalis participó activamente en muchas actividades junto a los congresistas conservadores, conducentes a aprobar una legislación que restringiese las actividades de todas las personas infectadas con VIH. Poco antes de su muerte en 1991, y a pesar de su maltrecha salud, ella declaró ante el Congreso estadounidense para apoyar un proyecto de ley que obligase la realización de pruebas de VIH a los trabajadores de los centros sanitarios, pero la propuesta legislativa finalmente no fue aceptada.
Casi inmediatamente después de la muerte de Bergalis, salieron a la luz nuevas informaciones sobre su conducta sexual, y surgieron dudas sobre si efectivamente el Dr. Acer había tenido algo que ver con la infección de Bergalis.
La preocupación fue creciendo sobre la veracidad de las manifestaciones de Bergalis en relación con que ella nunca había tenido un contacto sexual. En el libro sobre ella The Gravest Show on Earth: America in the Age of AIDS (‘El espectáculo más grave del mundo: Estados Unidos en la era del sida’), escrito por Elinor Burkett, demuestra que las primeras dudas acerca de la veracidad de la infección «virginal» de Bergalis habían surgido en una reunión de los CDC en febrero de 1992: un examen ginecológico había determinado que Bergalis tenía lesiones vaginales, que se consideró el resultado de una enfermedad de transmisión sexual. Además la entrada vaginal de Bergalis estaba abierta y su himen era irregular a ambos lados; esas condiciones son coherentes con las relaciones sexuales vaginales. El examen halló lesiones en la vulva, y una biopsia estableció que tenía VPH (virus del papiloma humano).
En junio de 1994, el programa televisivo 60 Minutes informó que Kimberly Bergalis había sido tratada de verrugas genitales, una enfermedad de transmisión sexual. Finalmente se la veía en una grabación de video admitiendo que durante su vida había tenido relaciones sexuales con dos hombres diferentes.